# Karl Erik Nazarov
Karl Erik Nazarov nome di nascita Laanet (17 marzo 1999) è un velocista estone.
Prima specializzato sui 400 m ostacoli, ha deciso poi di concentrarsi sulla velocità.
Finisce 4º dei mondiali indoor 2022 dopo aver battuto il primato nazionale in batteria.
Suo zio Andrei Nazarov era un decatleta olimpico.

## Palmarès
| Anno | Manifestazione  | Sede      | Evento      | Risultato  | Prestazione | Note                                     |
| ---- | --------------- | --------- | ----------- | ---------- | ----------- | ---------------------------------------- |
| 2018 | Mondiali U20    | Tampere   | 400 m hs    | Batteria   | 52"80       |                                          |
| 2019 | Europei U23     | Gävle     | 400 m hs    | Batteria   | 52"14       |                                          |
| 2021 | Europei indoor  | Toruń     | 60 m piani  | 7º         | 6"67        |                                          |
| 2022 | Mondiali indoor | Belgrado  | 60 m piani  | 5º         | 6"58        |                                          |
| 2022 | Europei         | Monaco    | 100 m piani | 5º         | 10"39       |                                          |
| 2023 | Europei indoor  | Istanbul  | 60 m piani  | Semifinale | 6"63        |                                          |
| 2024 | Europei         | Roma      | 100 m piani | Batteria   | 10"49       | Miglior prestazione personale stagionale |
| 2025 | Europei indoor  | Apeldoorn | 60 m piani  | Semifinale | 6"65        |                                          |